# Plataforma
Plataforma är en ort i Mexiko.   Den ligger i kommunen Manlio Fabio Altamirano och delstaten Veracruz, i den sydöstra delen av landet, 290 km öster om huvudstaden Mexico City. Plataforma ligger 60 meter över havet och antalet invånare är 239.
Terrängen runt Plataforma är platt. Runt Plataforma är det ganska tätbefolkat, med 104 invånare per kvadratkilometer. Närmaste större samhälle är Manlio Fabio Altamirano, 4,8 km nordost om Plataforma. Omgivningarna runt Plataforma är en mosaik av jordbruksmark och naturlig växtlighet.